# Araneus mulierarius
Araneus mulierarius är en spindelart som först beskrevs av Eugen von Keyserling 1887.  Araneus mulierarius ingår i släktet Araneus och familjen hjulspindlar.
Artens utbredningsområde är Queensland. Inga underarter finns listade i Catalogue of Life.